# Jiří Sedláček (1964)
Jiří Sedláček (* 22. května 1964 Ostrava) je český herec.

## Život
V roce 1987 vystudoval činoherní herectví na Janáčkově akademii múzických umění v Brně. Po absolutoriu se vrátil do rodné Ostravy a přijal roli v dramatu Pahorek (podle románu Raye Rigbyho v Divadle Petra Bezruče. Na základě úspěchu tohoto vystoupení byl ihned přijat do Státního divadla Ostrava (dnes Národní divadlo moravskoslezské). Zde se stal záhy výraznou postavou hereckého souboru. Pohostinsky účinkuje také na scéně Těšínského divadla v Českém Těšíně.
Jeho první rolí ve filmu byla, ještě v době studií na JAMU, postava vojáka Michala ve Filmu Zelená léta (1985). Od té doby ztvárnil řadu rolí ve filmech a zejména v televizních inscenacích ostravského televizního studia. Je znám zejména svým hlasem. Věnuje se dabingu, účinkuje v literárních pořadech, vystupuje jako televizní moderátor a dokonce poskytuje svůj hlas i postavám počítačových her. Spolu s divadelním kolegou Norbertem Lichým pořádá Literární večery v Divadelním klubu Petra Bezruče. Mezi aktivity tohoto druhu patří i spolupráce s ostravským Divadlem loutek. Za tuto činnost byl oceněn na mezinárodním divadelním festivalu Spectaculo interese konaném v Ostravě.
Sedláček účinkoval také v pořadech České televize. Průvodcem například byl v magazínu Zahrada je hra.
Jiří Sedláček je ženatý, jeho manželkou je ostravská herečka Lenka Kucharská. Mají spolu šest dětí.

## Filmové a televizní role
- Konec masopustu (divadelní záznam, 2012)
- Occamova břitva (TV film, 2012)
- Staré pověsti české (TV seriál, 2011)
- 4teens (TV seriál, 2011)
- Můj boj (divadelní záznam, 2006)
- Pytlíkov (TV seriál, 2006)
- Kobova garáž (TV film, 2003)
- Udělení milosti se zamítá (TV film, 2002)
- Mach, Šebestová a kouzelné sluchátko (2001)
- O ztracené lásce (TV seriál, 2001)
- Byl jednou jeden polda III – Major Maisner a tančící drak (1999)
- Spirála nenávisti (TV film, 1999)
- Cestující bez zavazadel (TV film, 1998)
- Císař a tambor (1998)
- Hra pro tři (TV film, 1990)
- Antigona (divadelní záznam, 1989)
- Advokát ex offo (TV seriál, 1988)
- Narozeniny režiséra Z. K. (1987)
- Náušnice (TV film, 1985)
- Zelená léta (1985)
- Daleko od stromu (TV film, 1982)